# ديفينتر
ديفينتر Deventer  هي بلدية ومدينة بمقاطعة أوفرآيسل شرق هولندا.. جزء كبير من ديفينتر يقع على الضفة الشرقية من نهر آيسل، ولكن هناك جزء صغير من أراضيها في الضفة الغربية. في عام 2005 اندمجت بلدية باثمن (5000 نسمة) مع ديفينتر كجزء من جهد وطني للحد من البيروقراطية في البلاد.

## توأمة
لديفينتر اتفاقيات توأمة مع كل من:
- آرنسبرغ
- سيبيو

## أعلام
- ليو هاله
- جيرهارد جان بالذ
- بيرت فان مارفيك
- فيكتور سيكورا
- باس دوست
- جيرتان فيربيك
- إليس ليغتل